# Elmsted
Elmsted es una parroquia civil y un pueblo del distrito de Folkestone and Hythe, en el condado de Kent (Inglaterra).

## Geografía
Según la Oficina Nacional de Estadística británica, Elmsted tiene una superficie de 10,44 km².

## Demografía
Según el censo de 2001, Elmsted tenía 292 habitantes (52,74% varones, 47,26% mujeres) y una densidad de población de 27,97 hab/km². El 20,55% eran menores de 16 años, el 73,97% tenían entre 16 y 74 y el 5,48% eran mayores de 74. La media de edad era de 40,41 años. Del total de habitantes con 16 o más años, el 21,55% estaban solteros, el 68,53% casados y el 9,91% divorciados o viudos.
El 91,81% de los habitantes eran originarios del Reino Unido. El resto de países europeos englobaban al 1,37% de la población, mientras que el 6,83% había nacido en cualquier otro lugar. Según su grupo étnico, el 96,96% eran blancos, el 1,01% mestizos, el 1,01% asiáticos y el 1,01% negros. El cristianismo era profesado por el 85,81%, mientras que el 9% no eran religiosos y el 5,19% no marcaron ninguna opción en el censo.
147 habitantes eran económicamente activos, todos ellos empleados. Había 112 hogares con residentes y 8 vacíos.